# Chrysolina graminis
Chrysolina graminis là một loài bọ cánh cứng trong họ Chrysomelidae. Loài này được Linnaeus miêu tả khoa học năm 1758.
Loài này có chiều dài 7,7 đến 10,5 mm và có màu xanh kim loại sáng đặc trưng. Tên phổ biến trong tiếng Anh tansy beetle bắt nguồn từ cây tansy (họ Cúc) mà chúng thường ăn cả ấu trùng và trưởng thành. Ngoài các phân loài theo kiểu mẫu, lặp lại tên cụ thể, C. graminis graminis, còn có năm phân loài khác nhau của bọ cánh cứng, trong đó, gọi chung là có phân bố Cổ Bắc giới, mặc dù ở phần lớn các quốc gia nơi nó được tìm thấy suy giảm. Tại Vương quốc Anh, nó được chỉ định là 'Hiếm toàn quốc' và dân số địa phương này, tập trung ở York, North Yorkshire, đã là chủ đề của nhiều nghiên cứu gần đây.Ở một số vùng châu Á , người ta cho rằng khi có bọ cánh cứng xanh bay lạc vào nhà là điềm lành , thể hiện sự may mắn và tài lộc sắp đến.

## Hình ảnh

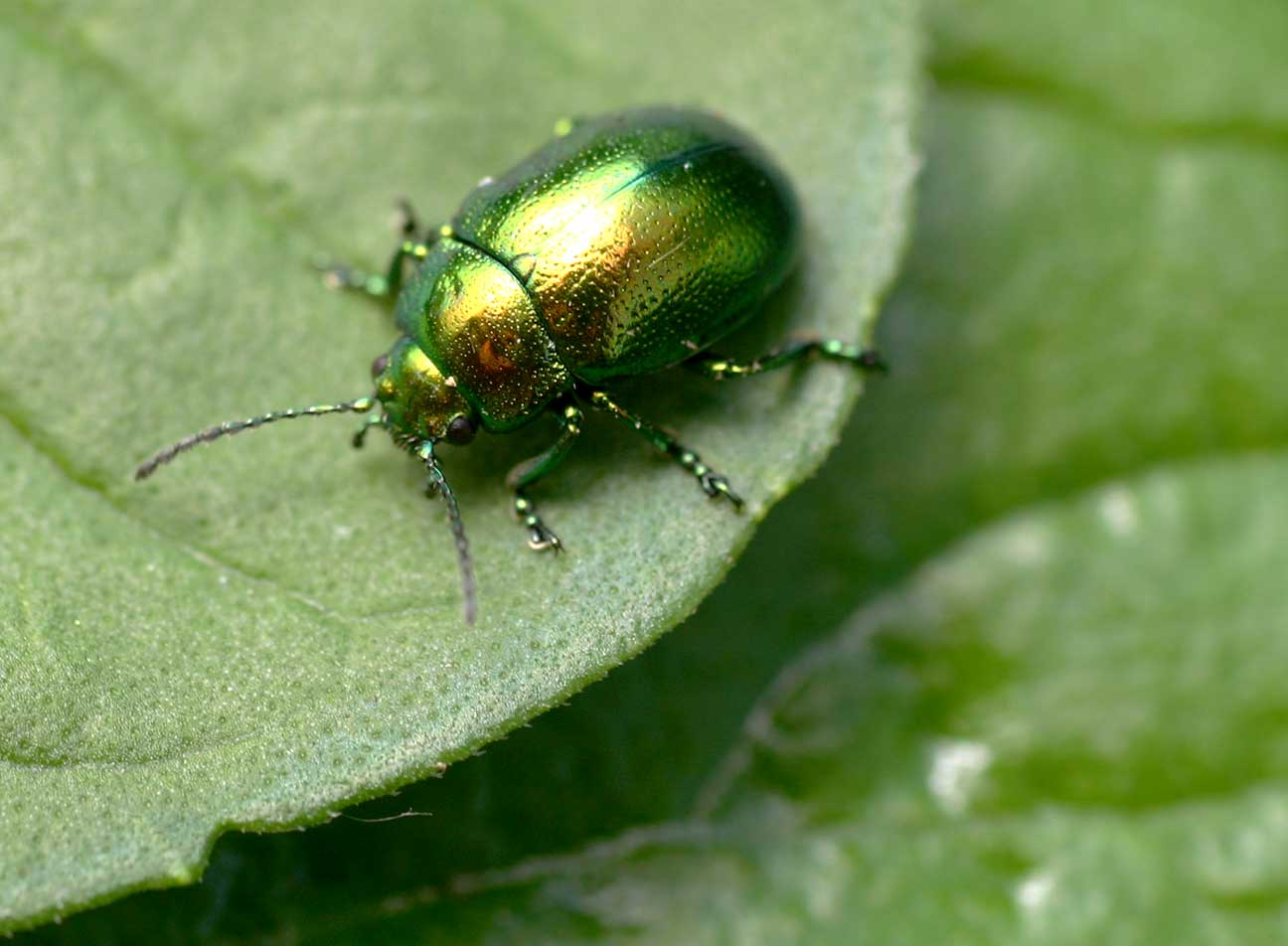
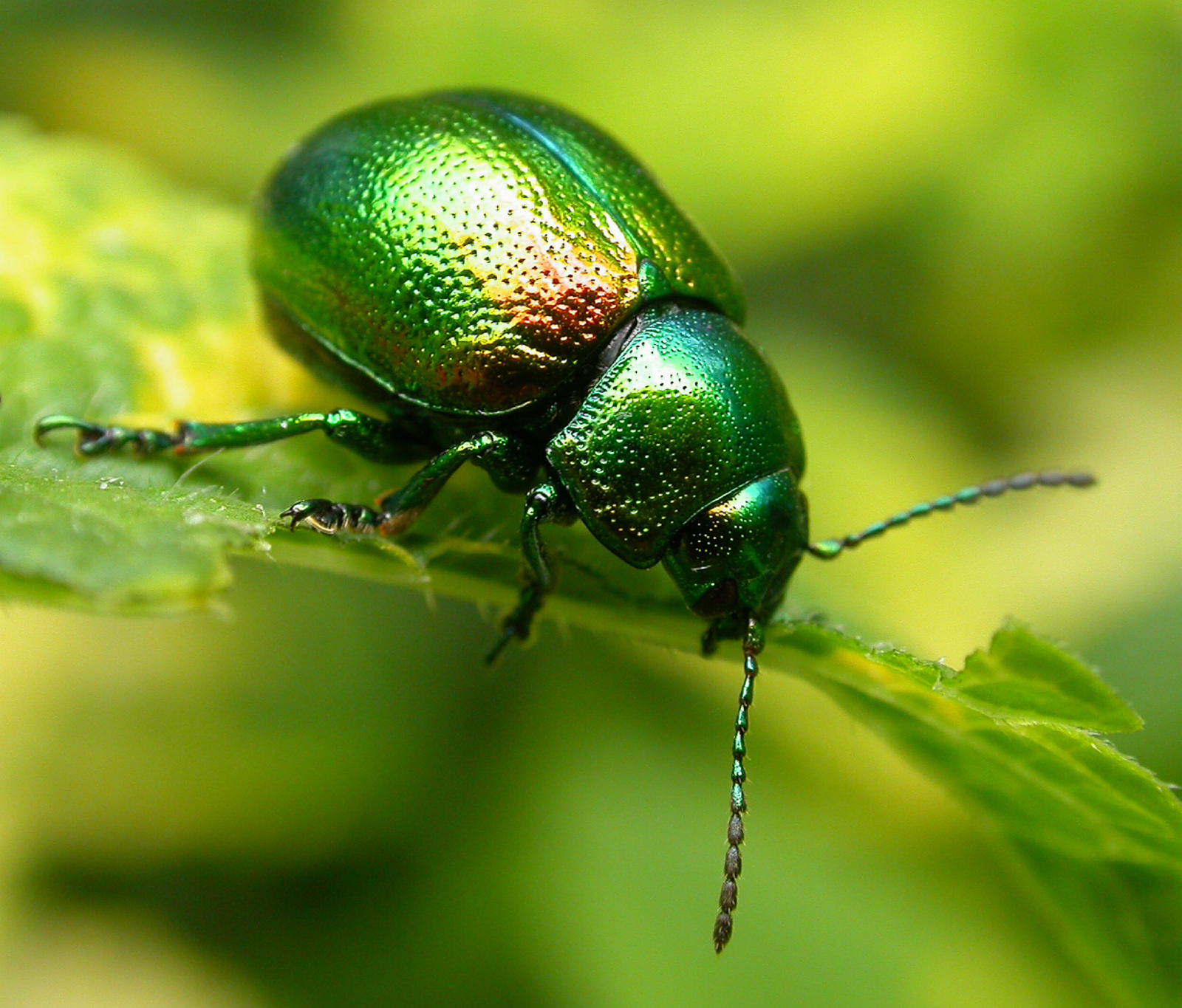
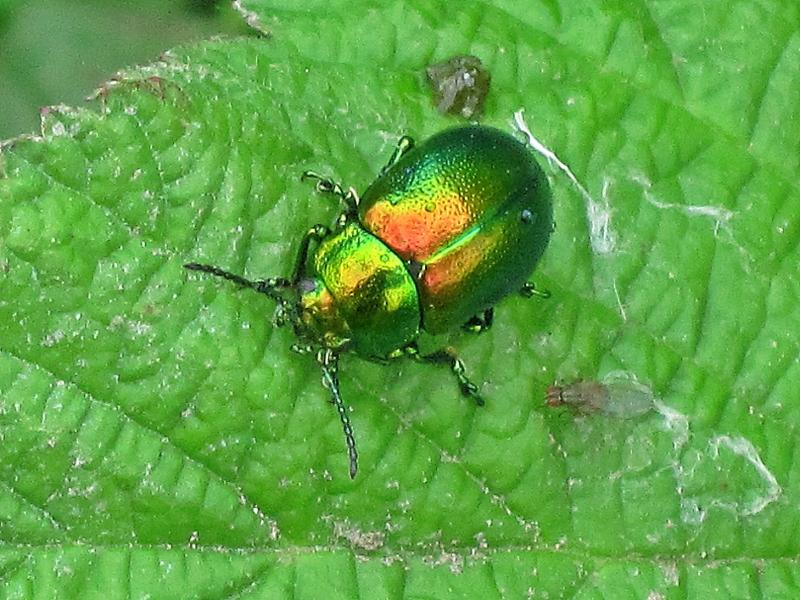
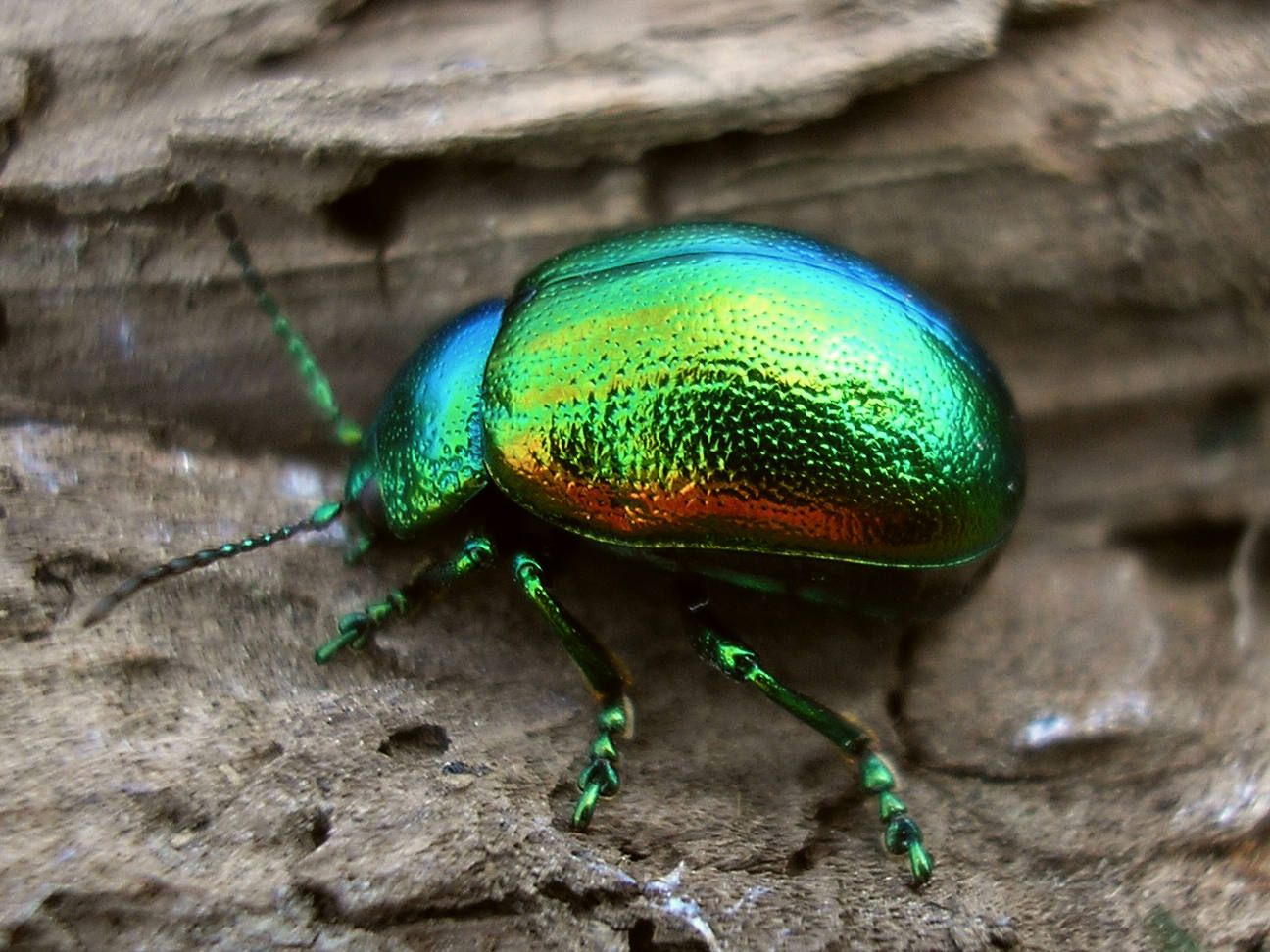